# Theodore Monroe Davis
Theodore Monroe Davis (ur. 1837 w Nowym Jorku, zm. 1915 na Florydzie) – amerykański prawnik, finansista i egiptolog - amator. 
Jego zainteresowanie starożytnym Egiptem bierze swój początek od 1889, gdy to po raz pierwszy wyjechał tam na wakacje. Coroczne jego wyjazdy do Egiptu pogłębiały jego zainteresowanie starożytnymi zabytkami. W 1903, chcąc dokonać czegoś pożytecznego w czasie tych wyjazdów, podjął decyzję o finansowaniu prac w Dolinie Królów, w zamian za pozwolenie brania udziału w tym pracach i ich obserwacji.
W latach 1903–1913 brał udział, nadzorował i finansował szereg prac odkrywczych i wykopaliskowych w Dolinie Królów. Na decyzję Davisa dotyczącą finansowania prac duży wpływ wywarł Howard Carter, będący w tamtych latach naczelnym inspektorem prac w Dolinie. Carter pogłębił zainteresowanie Davisa wykopaliskami w Dolinie Królów, przedstawiając mu swój plan odkrycia grobowca Totmesa IV. Davis przekonany o możliwości wielkiego odkrycia sfinansował wzniesienie zabudowań u wejścia do Doliny. Jednakże Carter przezornie pozostawił "na straży" Doliny Jamesa Quibella, który w 1905 dokonał znaczącego odkrycia grobowca Juji i Tuji. 
Wkrótce jednak doszło do konfliktu między Davisem i Quibellem, na którego miejsce został wyznaczony Arthur Weigall. Weigall stracił jednak zainteresowanie nadzorowaniem prac finansowanych przez Davisa i zezwolił na zaangażowanie w 1906, na swoje miejsce, Edwarda Ayrtona. Wkrótce również doszło do konfliktu między Davisem i Ayrtonem, którego zastąpił Harold Jones, a następnie po jego śmierci, Harry Burton, który był ostatnim, z którym współpracował Davis.
To właśnie w tamtych latach Davis dokonał swych największych odkryć w Dolinie.
Pośród wielu przedmiotów znalazły się także przedmioty bezpośrednio związane w Tutanchamonem - m.in. fajansowa waza z jego imieniem tronowym oraz rozbita skrzynka zawierająca kawałki złotej blaszki, z której po zestawieniu ułożono wizerunek Tutanchamona i jego małżonki Anchesenamon, podczas polowania. W kilka dni po dokonaniu tego odkrycia, na początku 1907 roku, na wzgórzu nieopodal grobu Setiego II natrafiono na niewykończony szyb o wymiarach 120x120 cm i głębokości ok. 2 m. Według oceny Davisa przedmioty tam znalezione nie przedstawiały znaczącej wartości. Było tam około 40 dzbanów z surowej gliny, zawierających lniane płótno, kilka waz, kostne szczątki ptaków i zwierząt, wieńce z liści i kwiatów, dwie miotełki i kilka woreczków, zawierających - jak później się okazało - natron oraz jedyny przedmiot godny uwagi, według Davisa, małą maskę trumienną, przedstawiającą wizerunek Tutanchamona. Przedmioty te Davis podarował 1909 roku Herbertowi Winlockowi nie zdając sobie sprawy z ważności tego odkrycia. Darem tym przyczynił się, choć bezwiednie, do odkrycia grobowca Tutanchamona. Do odkrycia tego grobowca przyczynił się również poprzez swoje przekonanie, iż w Dolinie nie ma już nic do odkrycia, co spowodowało rezygnację z dalszych prac w Dolinie i zakończenie i oddanie koncesji, o którą natychmiast postarali się Howard Carter i lord Carnarvon.
Znaczna część znalezisk, odkrytych w czasie kilkuletnich prac wykopaliskowych w Dolinie Królów, znajduje się obecnie w Muzeum Egipskim w Kairze, w British Museum w Londynie i w Metropolitan Museum of Art w Nowym Jorku. 
Najbardziej znanym i spektakularnym odkryciem Davisa jest odnalezienie grobowca KV55 - tzw. "Skrytki Amarneńskiej" - w 1907. Dokonał tego zespół, w skład którego wchodzili, oprócz Davisa, również jego kuzynka Emma Andrews, pełniąca funkcję jego asystentki, Joseph Lindon Smith - malarz, zatrudniony do wizualnej dokumentacji ewentualnych odkryć oraz Edward Russell Ayrton.
Davis opublikował relacje z prac wykopaliska, prowadzonych w Dolinie Królów w sześciu tomach. Jednakże wiele jego zapisków, znajdujących się obecnie w Metropolitan Museum of Art, jak dotąd nie zostało opublikowanych! 
Davis brał udział w pracach, w grobowcach:
- KV44 (1901)
- KV45 (1902)
- KV20 (1903)
- KV43 (1903)
- KV46 (1903)
- KV60 (1903)
- KV2 (1905)
- KV19 (1905)
- KV22 (1905)
- KV46 (1905)
- KV47 (1905) – Siptaha
- KV53 (1905)
- KV48 (1906)
- KV49 (1906)
- KV50 (1906)
- KV51 (1906)
- KV52 (1906)
- KV10 (1907)
- KV54 (1907)
- KV55 (1907) – Skrytka Amarneńska
- KV56 (1908)
- KV57 (1908) – Horemheba
- KV58 (1909)
- KV61 (1910)
- KV3 (1912)
- KV7 (1913)